# ローラ・タイソン
ローラ・ダンドリア・タイソン（英語: Laura D'Andrea Tyson、1947年6月28日-）は、アメリカ合衆国の経済学者。専門はマクロ経済学である。
カリフォルニア大学バークレー校のハース・ビジネススクールの教授（S. K. and Angela Chan Chair in Global Management）であり、ビル・クリントンの大統領経済諮問委員会委員長を務めた。

## 略歴
- 1947年　ニュージャージー州でローラ・ダンドリア（Laura D'Andrea）として生まれる。父親はイタリア系であり、母親はスウェーデン系とオランダ系の血を引いていた。
- 1969年　スミス・カレッジを卒業する（B.A., 経済学）。
- 1974年　マサチューセッツ工科大学（MIT）からPh.D.（経済学）を得る。
- 1974年～1977年　プリンストン大学経済学部の助教授となる。
- 1977年～2001年　カリフォルニア大学バークレー校経済学部の教授となる。
- 1988年～1992年　カリフォルニア大学バークレー校のバークレー国際経済円卓テーブルの研究理事となる。
- 1990年～1992年　カリフォルニア大学バークレー校の国際調査研究所の理事となる。
- 1990年～2001年　カリフォルニア大学ハース・ビジネススクールの教授となる。
- 1993年～1995年　大統領経済諮問委員会委員長となる。
- 1995年～1996年　国家経済会議の議長となる。
- 1997年～2001年　Law and Economics Consulting Groupの会長となる。
- 1998年～2001年　カリフォルニア大学ハース・ビジネススクールの院長となる。
- 2002年～2006年　ロンドン・ビジネススクールの院長となる。
- 2007年～2008年　カリフォルニア大学ハース・ビジネススクールの教授となる。
- 2008年～現在　S. K. and Angela Chan Chair in Global Management

## 業績
- 高度な技術競争に焦点を当てたグローバル経済の変化
- 新興市場経済でのビジネス
- アメリカの貿易政策
- 中欧経済と市場制度への移行

ジョセフ・E・スティグリッツを筆頭にジェフリー・サックスやロバート・B・ライシュなどとも協同して、議会へ2014年度までに現行の時給7.25ドルから9.80ドルへの最低賃金引き上げを求める手紙を送っている。この最低賃金の上昇で労働者の待遇・福利を改善させ、労働市場に好影響を与えることが期待される。

## 家族
- 夫は作家のエリク・S・ターロフであり、1人息子のエリオット・S・ターロフがいる。
- 兄弟のアラン・ダンドリアはがん研究者で、ハーバード大学医学大学院の教授である。姉妹のスーザン・ダンドリア・リーはニューヨーク連邦準備銀行の監督審査官であったが、現在は財務省金融研究局の財政アドバイザーである。

## 著作

### 日本語訳
- （ジョージ・ソロス、ジョセフ・E・スティグリッツほか共著）『混乱の本質』、徳川家広訳、土曜社、2012年。
- （ジョン・ザイスマン（英語版）、チャルマーズ・ジョンソンと共著）『「鎖国大国」ニッポンの構造――変革求められる日本経済』、大岡哲・川島睦保共訳、日刊工業新聞、1994年。
- 『誰が誰を叩いているのか――戦略的管理貿易はアメリカの正しい選択？』、阿部司・竹中平蔵共訳、ダイヤモンド社、1993年。
- （ジョン・ザイスマンと共著）『日米産業競争の潮流――経済摩擦の政治経済学』、国則守生・松村正俊・大岡哲・花田輝雄・越智久男共訳、理工図書、1990年。

### 原書
- Tyson, Laura and Greg Linden. The Corporate R&D Tax Credit and U.S. Innovation and Competitiveness. Center for American Progress, January 2012.
- Tyson, Laura et al. Road Map to Renewal: Invest in our future, Build on our strengths, Play to win. Report of the President’s Council on Jobs and Competitiveness, 2012.
- Tyson, Laura D’Andrea et al. The Benefits for the U.S. Economy of a Temporary Reduction on the Repatriation of Foreign Subsidiary Earnings. Prepared for the New America Foundation. Berkeley Research Group Working Paper, Fall 2011.
- Tyson, Laura et. al. U.S. Trade and Investment Policy: Independent Task Force Report No. 67. Council on Foreign Relations, 2011.
- Roach, Stephen S. and Laura Tyson. “Opportunities and Challenges in the US-China Economic Relationship.” Testimony presented before the US Senate Foreign Relations Committee, June 23, 2010.  (An abridged version appears in June 24, 2010 Morgan Stanley Report).
- "A Progressive Agenda for Competitiveness and Trade" in Change for America, A Progressive Blueprint for the 44th President, ed. Mark Green and Michele Jolin, 2009.
- Economic Report of the President 1994, with Martin Baily and Joseph Stiglitz. Government Printing Office, 1995.
- Economic Report of the President 1993, with Alan Blinder and Joseph Stiglitz. Government Printing Office, 1994.
- Who's Bashing Whom? Trade Conflict in High-Technology Industries. Institute of International Economics, 1992.
- The Politics of Productivity: The Real Story of Why Japan Works, edited with Chalmers Johnson and John Zysman. Ballinger Publishing Co., 1989. (Editor.)
- The Dynamics of Trade and Employment, edited with William T. Dickens and John Zysman. Ballinger Publishing Co., 1988. (Editor.)
- Power, Purpose and Collective Choice: Economic Strategy in Socialist States, Special Issue of International Organization 40, no. 2 (Spring 1986). (Editor, with Ellen Comisso.)
- Economic Adjustment in Eastern Europe. The RAND Corporation, 1984.
- American Industry in International Competition: Political and Economic Perspectives, edited with John Zysman. Cornell University Press, 1983. (Editor.)
- The Yugoslav Economic System and Its Performance in the 1970s. University of California at Berkeley, 1980.
- The Impact of External Economic Disturbances on the Soviet Union and Eastern Europe, edited with Egon Neuberger. Pergamon Press, 1980. (Editor.)